# TalkOrigins Archive
Het TalkOrigins Archive is een website met reacties op anti-evolutie beweringen over jonge aarde- en oude aarde-creationisme en intelligent design. Het bevat ook een groot aantal FAQ-lijsten over de evolutietheorie, geologie en astronomie met als doel de gangbare standpunten van de hedendaagse wetenschap te presenteren.

## Overzicht
De FAQ-lijsten en de FRA-lijsten (Frequently Rebutted Assertions) op het TalkOrigins Archive behandelen een groot aantal onderwerpen gerelateerd aan evolutionaire biologie en creationisme. Een voorbeeld hiervan is de Index to Creationist Claims van Mark Isaak, een lijst van reacties op beweringen van creationisten. De TalkDesign zustersite vervult een vergelijkbare rol met betrekking tot intelligent design. Daarnaast is er de deelwebsite Fossil Hominids van Jim Foley waar het bewijs voor menselijke evolutie wordt bestudeerd en het bevat een uitgebreide lijst naar websites over evolutionaire biologie en creationisme. Het Quote Mine Project bevat de volledige citaten die door creationisten uit de oorspronkelijke context zijn gehaald.

## Geschiedenis
Het TalkOrigins Archive begon in 1994 toen Brett J. Vickers de FAQ-lijsten die in de talk.origins nieuwsgroep geplaatst werden verzamelde en ze beschikbaar maakte op een FTP site. In 1995 begon Vickers de TalkOrigins Archive website. Vickers, destijds een informaticastudent aan de Universiteit van Californië te Irvine, maakte een eenvoudig uiterlijk voor de site. Bepaalde elementen van dit ontwerp werden later gebruikt door een aantal creationistische websites. Daarnaast werd een feedbacksysteem toegevoegd en Vickers onderhield de website in de periode van 1995 tot 2001.
In 2001 werd het de site overgedragen aan Wesley R. Elsberry aangezien Vickers vanwege zijn werk te weinig tijd had om de site bij te houden. Elsberry bracht een groep vrijwilligers bij elkaar om het TalkOrigins Archive te onderhouden. In dit team zitten onder anderen Troy Britain, Reed Cartwright, Mike Dunford, Kenneth Fair, David Iain Greig, Mike Hopkins, David Horn, Kathleen Hunt, Mark Isaak, Adam Marczyk, Larry A. Moran, Ross Myers, Steven Pirie-Shepherd, Douglas Theobald, Brett Vickers en John Wilkins.
In 2004 zorgde Kenneth Fair ervoor dat de TalkOrigins Foundation een Texas 501(c)(3) non-profitorganisatie werd. Het doel van de organisatie is het financieren en onderhouden van het TalkOrigins Archive en het bezitten van het auteursrecht op de artikelen in het archief. Hierdoor werd het eenvoudiger om de artikelen te publiceren en bij te werken. Dit auteursrechtprobleem bestond al sinds de FAQ-lijsten werden geschreven aangezien deze begonnen als een verzameling teksten waarbij niet gelet werd op de auteursrechten. In 2005 kreeg de organisatie de belastingvrije status van de Internal Revenue Service.